# Песни Белерианда
«Песни Белерианда» (англ. The Lays of Beleriand) — третий том 12-томной «Истории Средиземья» Кристофера Толкина, в которой он анализирует неизданные рукописи своего отца, Дж. Р. Р. Толкина. Первое издание книги вышло в 1985 году.

## Содержание
Книга содержит эпические поэмы, написанные Толкином: «Песнь о детях Хурина» (по саге о Турине Турамбаре) и «Лэ о Лейтиан» (также называемая «Освобождение от уз») о Берене и Лутиэн. Хотя Толкин и оставил работу над ними, не доведя песни до конца, они обе достаточно длинны и содержат большое количество строф, каждая из которых может занимать до десяти страниц. Песнь о детях Хурина написана белым стихом (точнее, аллитерационных стихом), вторая — парнорифмованными двухстишиями, четырехстопным ямбом (в полном соответствии с жанром «бретонских лэ»). Обе существуют в двух версиях.
В дополнение к этим двум поэмам книга также содержит три неоконченных поэмы, оставленных вскоре после начала работы над ними: «Бегство нолдоли», «Песнь об Эаренделе» и «Песнь о падении Гондолина». Первые две написаны аллитерационным стихом, «Песнь о падении Гондолина» — семистопным ямбом.
Первые версии длинных баллад хронологически относятся к наиболее ранним работам Толкина, изложенным в «Книге утраченных сказаний», однако более поздняя версия «Лэ о Лейтиан» относится к тому же времени, что и написание «Властелина колец» (начало 1950-х).
Книга состоит из четырёх секций:
1. «Песнь о детях Хурина» (The Lay of the Children of Húrin), состоит из 2276 строк:
  1. Первый вариант
  2. Второй вариант
2. Неоконченные поэмы, заброшенные на ранней стадии (Poems Early Abandoned):
  1. Бегство нолдоли (The Flight of the Noldoli)
  2. Фрагмент аллитерационной «Песни об Эаренделе» (Fragment of an alliterative Lay of Earendel)
  3. Песнь о падении Гондолина (The Lay of the Fall of Gondolin)
3. Лэ о Лейтиан (The Lay of Leithian), состоит из 4223 строк:
  1. Жеста о Берене, сыне Барахира, и фее Лутиэн, прозванной соловьём Тинувиэлью, или Лэ о Лейтиан, избавлении от оков (The Gest of Beren son of Barahir and Lúthien the Fay called Tinúviel the Nightingale or the Lay of Leithian — Release from Bondage) (разделено на 14 песен)
  2. Ненаписанные песни (Unwritten cantos)
  3. Приложение: Комментарии К. С. Льюиса (Appendix: Commentary by C. S. Lewis)
4. Возобновление «Лэ о Лейтиан» (The Lay of Leithian Recommenced).

## Значение надписи на первой странице
На первой странице каждого тома «Истории Средиземья» можно видеть надпись рунами Феанора (Тенгвар, алфавит, придуманный Толкином для Высоких эльфов), написанную Кристофером Толкином и кратко объясняющую содержание книги. В «Песнях Белерианда» надпись гласит: 

В первой части этой книги приведена «Песнь о детях Хурина», написанная Джоном Рональдом Руэлом Толкином, в которой частично рассказывается сказание о Турине. Во второй части приведена «Лэ о Лейтиан», рассказывающая о приключениях Берена и Лутиэн вплоть до встречи Берена с Кархаротом у врат Ангбанда.

## Перевод на русский язык
В 2020 году издательство АСТ выпустило официальный перевод книги на русский язык под названием «Песни Белерианда».